# Río Casca
El río Casca es un río en la provincia de Huaraz en la región Áncash en Perú que forma parte de la cuenca del río Santa. Tiene un caudal promedio anual de 2 m3/s y sus aguas son aptas para el consumo humano. Se ubica en el distrito de Independencia, en la provincia de Huaraz. El río atraviesa la ciudad de Huaraz de este a oeste, entregando sus aguas en la margen derecha del río Santa. En la subcuencia del río Casca se encuentran centros poblados como Paria-Willcahuaín, Jinua y Uquia.
El río se ha desbordado en enero de 2024 y en abril de 2025.

## Desborde en abril de 2025
En la madrugada del 28 de abril de 2025 el río se desbordó y causó daños en las viviendas en los pueblos en la subcuenca. El evento se inició a las 3:00 a. m., cuando un deslizamiento de tierra proveniente de uno de los lados de la montaña Vallunaraju obstruyó el cauce de la quebrada Llaca. Esto desencadenó el desbordamiento del río Casca, provocando inundaciones que afectaron principalmente las zonas más bajas, como Paria-Willcahuaín, Jinua, Cachipampa, Lirio y Ucru, además de los barrios de Acovichay y Palmira de la ciudad de Huaraz.
Se reportó el fallecimiento de 2 niños y 5 personas desaparecidas. Asimismo, resultó afectado el sistema de abastacimiento de agua potable del sector Jinua y 15 viviendas quedaron inhabitables (1 vivienda en Jinua, 3 viviendas en Ucrumarán y 11 viviendas en el tramo Acovichay).
El Gobierno Regional de Áncash instaló carpas en los albergues temporales y en los sectores afectados como refugio temporal de las familias damnificadas. La municipalidad distrital de Independencia, la población y algunas empresas privadas donaron alimentos, como pollo, agua y huevos.